# قييس قورشاق (عباس الشرقي)
قییس قورشاق (بالفارسية: قییش‌قورشاق) هي مستوطنة تقع في إيران في قسم عباس الشرقي الريفي. يقدر عدد سكانها بـ 100 نسمة .